# Refinería Puerto La Cruz
La Refinería Puerto La Cruz es una refinería de petróleo de Venezuela bajo administración de la Estatal PDVSA. Tiene una capacidad para refinar 200.000 barriles diarios de petróleo. Ubicada entre la ciudad de Puerto la Cruz y Guanta a unos 20 km del Complejo Petroquímico José Antonio Anzoátegui. La Refinería Puerto La Cruz trabaja con el petróleo extraído en los Estados Estado Anzoátegui, Monagas, Sucre y Delta Amacuro al oriente del país. ocupa un espacio de 20 hectáreas.
Su construcción se inicia en 1948 comenzando operaciones en 1950 con una capacidad de refinación de 44.000 barriles diarios ampliando progresivamente la capacidad y plantas hasta el año 2000 cuando se amplía su capacidad hasta los actuales 200.000 barriles diarios.

## Historia
Es una de las más antiguas refinerías que inicia sus proyecto después de acabada la Segunda gran Guerra, con la nueva ley de hidrocarburos aprobada el 13 de marzo de 1943 que obligaba a las compañías exploradoras y explotadoras de pozos petroleros a invertir en refinerías en el territorio, se da inicio a su construcción en 1948, en 1950 inicia su operación con la primera unidad destiladora DA1, la cual se diseñó con una capacidad para el procesamiento de 44 mil MBD de hidrocarburos 30° API de gravedad promedio, en el año 1957 entra en funcionamiento la segunda unidad de destilación atmosférica DA2, cuyos volúmenes se ubicaron en  65 MBD; lo que se traduce en el manejo total de 90 MBD de crudo pesado y extrapesado, los trabajos de ampliación continuaron y en 1962 vuelve a aumentar la producción con el arranque de las plantas del Complejo de Conversión y la Unidad de Alquilación. Por medidas de seguridad ambiental en 1985 se instalan las plantas de control ambiental, la unidad despojadora de aguas agrias, el Sistema de Tratamiento de Gases (STG), la unidad de neutralización de efluentes ácidos y la unidad recuperadora de azufre. En el año 2000 se da inicio a la construcción del Complejo de Plantas de Hidroprocesos Proyecto de Valorización de Corrientes (Valcor). es una refinería que procesa petróleo crudo liviano , pesado y extrapesado. Hoy día cuenta con tres destiladoras atmosféricas principales (DA-1, DA-2 y DA-3) con capacidad de procesamiento de 187 MBD. La producción se destina 44 % al mercado local y 56 % para el de exportación, dirigido a los países del Caribe, América, Europa y Asia
En junio de 2012 La empresa China Wison Engineering Services Co. Ltd. con sede en Shanghái ganó un primer proyecto de US 2.997 millones de dólares para la repotenciación, el proyecto de conversión profunda de la refinería de Puerto la Cruz, en el cual Hyundai Engineering & Construction Co. Ltd. y Hyundai Engineering Co,. Ltd. estuvieron participando en forma conjunta bajo el nombre Consorcio Hyundai-Wison.
El 15 de octubre de 2013 Wison Engineering obtuvo un contrato de adquisición y construcción de parte de PDVSA, para la preparación del sitio del proyecto de conversión profunda de la refinería donde se adelanta el movimiento de tierra sobre un área de 142 hectáreas. El valor total del segundo contrato alcanza un valor de aproximadamente USD 834 millones. Se espera que la ejecución del proyecto finalice a los 12 meses de comenzada la labor, convenio que sería pagado en petróleo y diésel. Pdvsa pretende modernizar y habilitar la refinería para procesar 210 000 b/d del crudo pesado y extrapesado venezolano de la faja petrolífera del Orinoco pero no vienen cumpliendo con el programa.
En febrero de 2024 se reactivo la planta de MTBE (éter metil-terbutílico) para optimizar el octanaje de la gasolina de PDVSA que estuvo 5 años fuera de servicio y se encuentra ubicada en el Complejo Industrial General de División José Antonio Anzoátegui.

## Producción
- Fuel Oil 43 %
- Destilados 34 %
- Gasolina 15 %
- Crudo Reconstruido 7 %
- Otros 1 %

La refinería tiene una capacidad instalada de 190 000 barriles al día de refinación.
La refinería tiene paralizada su producción hace cuatro años por falta de inversión y mantenimiento, La unidad FCC(la unidad de craqueo catalítico fluido) de la refinería ha estado fuera de servicio desde 2017, mientras que otras unidades clave de la planta han estado fuera de servicio desde principios de 2019, según un documento interno de PDVSA,  el 9 de diciembre del 2020 activaron una de las unidades de destilación de la refinería, que realiza un proceso previo para la refinación de combustible y se espera que entre a producir en unas semanas. En septiembre de 2023 la refinería de Puerto La Cruz estaba refinando 85 000 bpd, 60 % por debajo de su capacidad de refinación.

## Accidentes

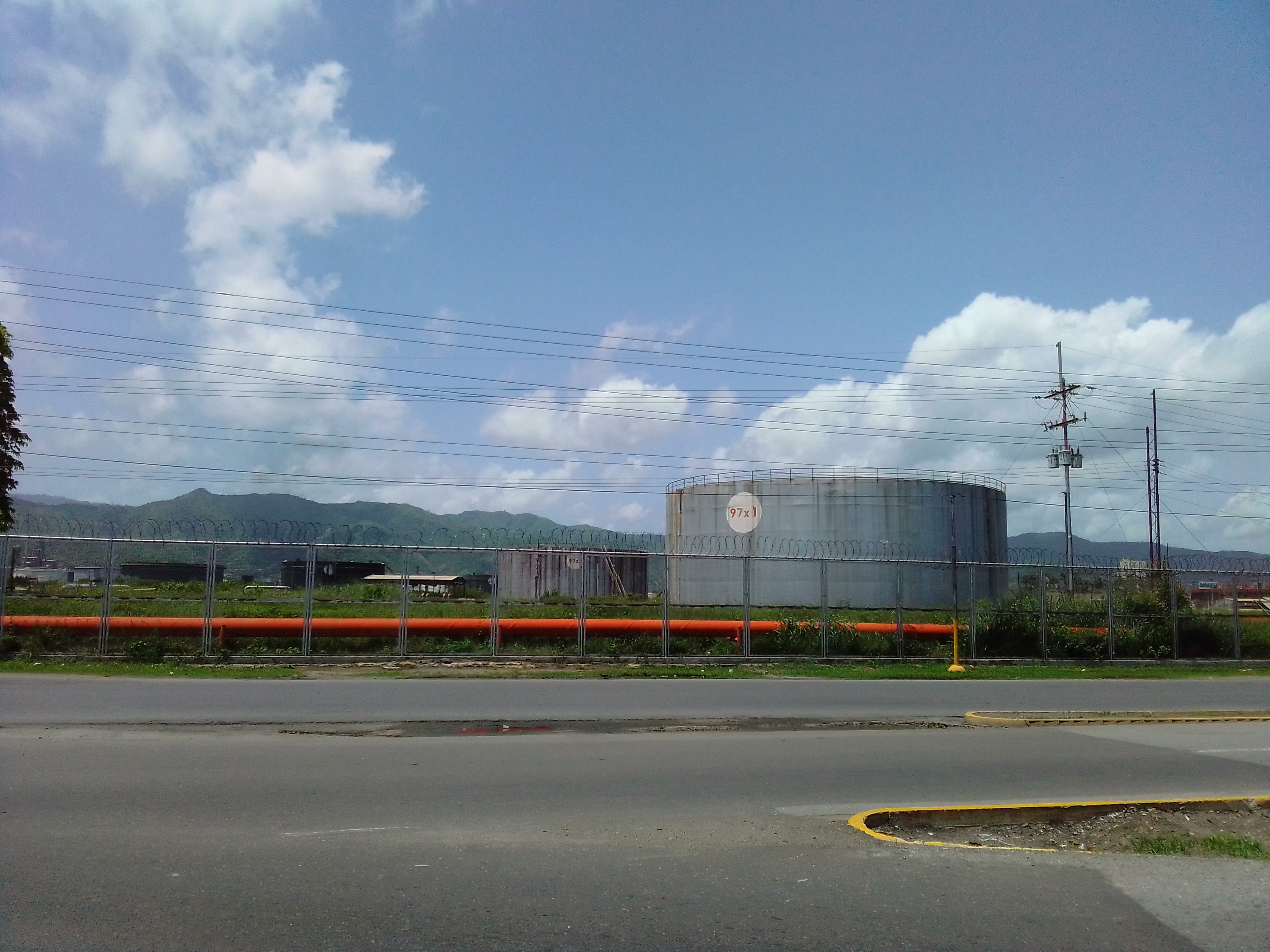
Refinería Puerto La Cruz

El 11 de agosto de 2013, cae un rayo en las instalaciones provocando un incendio.
El 30 de octubre de 2016 se produjo un incendio en la laguna N2 en el sector de Guaraguao en la refinería sin registrar heridos ni daños a la estructura.
El 22 de marzo de 2022 se registró un incendio en una bomba de vapor
El 19 de septiembre de 2022 un rayo produce incendio en laguna de lastre en refinería de Puerto la Cruz a falta de pararrayos. El día 17 había ocurrido otro siniestro en la cubierta del buque tanquero Larko cargado de gasolina y el muelle de Guaraguao. Fue apagado en 40minutos El 28 de diciembre se Reportó un incendio en el tambor de coque del mejorador de la planta de Petróleos de Venezuela “PetroMonagas” ubicada en el Complejo Criogénico de José estado Anzoátegui.